# Odontopyge sennae
Odontopyge sennae är en mångfotingart som beskrevs av Henri W. Brölemann 1903. Odontopyge sennae ingår i släktet Odontopyge och familjen Odontopygidae. Inga underarter finns listade i Catalogue of Life.